# Mars (manga)
Mars (マース?, Māsu) è un manga shōjo di Fuyumi Souryo. Si fa notare in particolare per la complessità e la caratterizzazione dei personaggi, per temi d'attualità (criminalità giovanile, ijime, violenze). Nel fumetto si nota la presenza dello stile di Gustav Klimt nei disegni della protagonista (amante del disegno), e varie riportazioni di fatti realmente accaduti come il record in Giappone di Biaggi e argomenti attinenti al mondo delle moto e Ducati.
Il manga è composto da un totale di 15 volumi, più un volume speciale, Mars gaiden, che oltre ad una breve storia riguardante Rei da giovane, raccoglie altri racconti dell'autrice.
Ne è stato tratto tra il 2004 e il 2005 un drama taiwanese in 21 puntate.

## Trama
I protagonisti sono due adolescenti, Kira Aso e Rei Kashino, e la loro tormentata storia d'amore. Lei è all'inizio riservata e schiva, ma stando con Rei cambierà e supererà un trauma subito da piccola. Lui è un ragazzo amante delle corse in moto, apparentemente violento e anche lui, con Kira, supererà il misterioso trauma che lo affligge. Kira è la protagonista femminile, ha 16 anni e frequenta il liceo con Rei. È molto chiusa e riservata: ama dipingere ed è questa sua passione e bravura che la fa avvicinare a Kashino.
L'incontro con Rei la rende meno introversa, e nel corso della serie scopriamo anche il perché di questo suo carattere così estremamente chiuso, ma che ha fatto innamorare il bel Rei. Anche lui ha 16 anni e tutte le ragazze della sua scuola gli fanno il filo.
All'inizio appare come un ragazzo superficiale, ma l'incontro con Kira lo cambia, si apre a lei, e così ai lettori rendendo così possibile la scoperta del suo passato non tanto felice. È orfano di madre a per molti anni ha vissuto a Los Angeles con gli zii. La sua passione sono le corse in moto ed è persino un abile pilota, si è già messo in mostra ad alcune gare nonostante la sua giovane età.
Le strade dei protagonisti si incroceranno man mano, facendo sfociare così la gelosia di Harumi nei confronti di Kira. La ragazza infatti ama profondamente Rei e non sopporta di esser messa da parte dopo i 2 anni che hanno passato insieme nella stessa classe. Entrerà quindi un nuovo personaggio: Kida, migliore amico di Rei e futuro ragazzo di Harumi.
Le giornate trascorrono tranquille per un po' di tempo, ma l'ingresso di Rei nel mondo delle corse professioniste di moto e il ritorno del patrigno di Kira mettono a dura prova la vita dei due ragazzi, soli in un mondo difficile e più grande di loro, ma insieme.

## Volumi
| Mars (15 volumi)       |                   |                        |                  |
| 1                      | 13 maggio 1996    | ISBN 978-4-06-303030-3 | novembre 1999    |
| 2                      | 13 settembre 1996 | ISBN 978-4-06-303041-9 | febbraio 2000    |
| 3                      | 13 gennaio 1997   | ISBN 978-4-06-303054-9 | maggio 2000      |
| 4                      | 13 maggio 1997    | ISBN 978-4-06-303065-5 | agosto 2000      |
| 5                      | 12 settembre 1997 | ISBN 978-4-06-303076-1 | novembre 2000    |
| 6                      | 13 gennaio 1998   | ISBN 978-4-06-303095-2 | febbraio 2001    |
| 7                      | 13 maggio 1998    | ISBN 978-4-06-303106-5 | maggio 2001      |
| 8                      | 11 settembre 1998 | ISBN 978-4-06-303126-3 | agosto 2001      |
| 9                      | 12 gennaio 1999   | ISBN 978-4-06-303140-9 | novembre 2001    |
| 10                     | 13 maggio 1999    | ISBN 978-4-06-303153-9 | febbraio 2002    |
| 11                     | 13 settembre 1999 | ISBN 978-4-06-303166-9 | maggio 2002      |
| 12                     | 10 febbraio 2000  | ISBN 978-4-06-303181-2 | 25 agosto 2002   |
| 13                     | 13 luglio 2000    | ISBN 978-4-06-303199-7 | 19 novembre 2002 |
| 14                     | 13 ottobre 2000   | ISBN 978-4-06-341208-6 | 19 febbraio 2003 |
| 15                     | 13 dicembre 2000  | ISBN 978-4-06-341217-8 | 19 maggio 2003   |
| Mars Gaiden (1 volume) |                   |                        |                  |
| 1                      | 9 dicembre 1999   | ISBN 978-4-06-303178-2 | 19 agosto 2003   |

## Cast dorama
- Taisuke Fujigaya: Kashino Rei
- Masataka Kubota: Kirishima Makio
- Marie Iitoyo: Aso Kira
- Hirona Yamazaki: Sugihara Harumi
- Yu Inaba: Kida Tatsuya
- Haruka Fukuhara: Sakurazawa Shiori
- Gōki Maeda: Kashino Sei
- Yuuka Suzuki: Nishino Kaori
- Kanako Tahara: Saito Hitomi
- Makoto Okunaka
- Yutaro Watanabe: Kurasawa Naoya
- Masaya Kikawada: Yoshioka
- Mai Watanabe: (ep. 3-5)